# Vittsjö

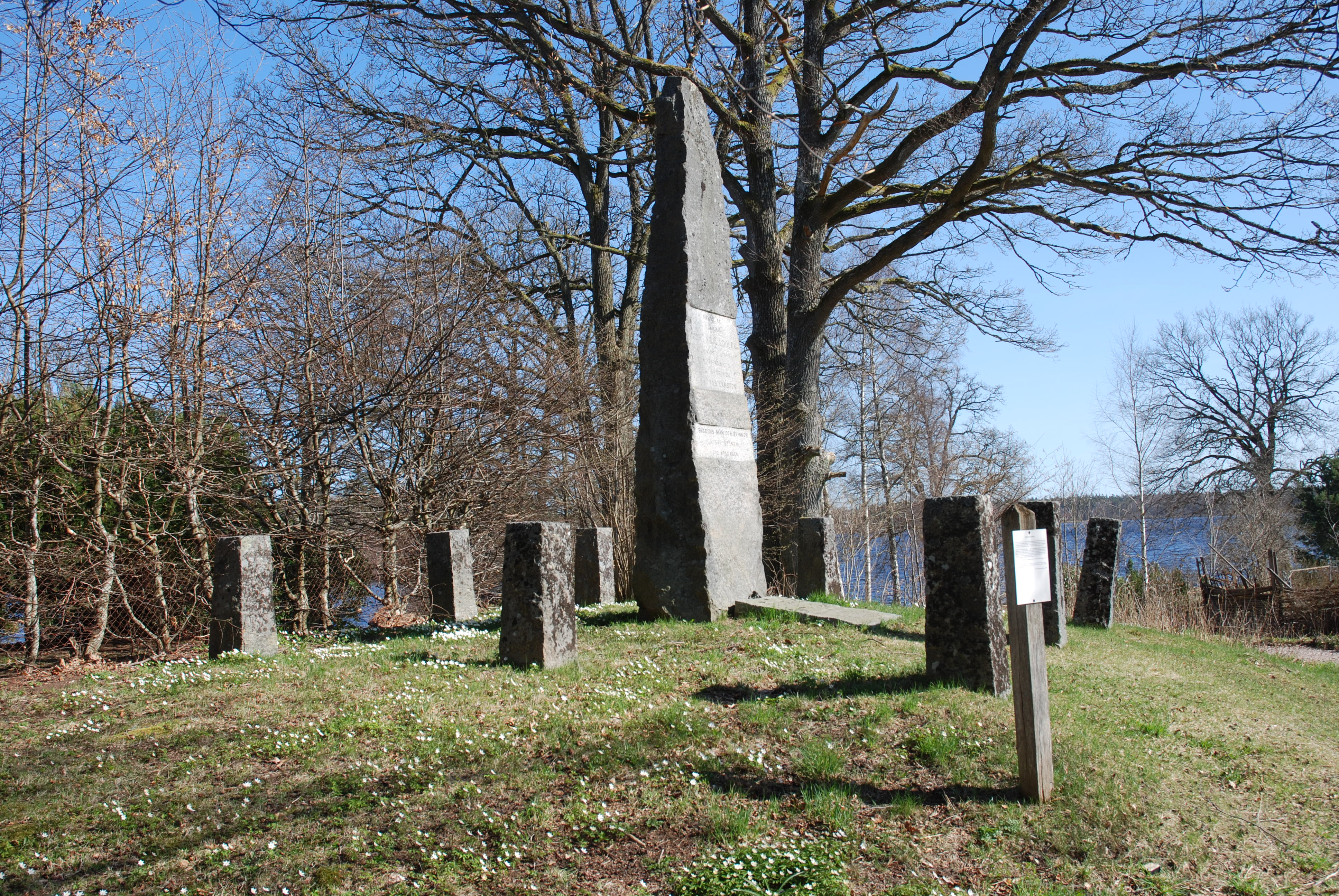
Gedenksteine an die Schlacht von Vittsjö – 1612

Vittsjö ist ein Ort (tätort) in der südschwedischen Provinz Skåne län und der historischen Provinz Schonen.
Er liegt im nördlichen Schonen, etwa 13 km von der Grenze zu Småland entfernt. Vittsjö war bis 1974 Hauptort einer gleichnamigen Gemeinde und liegt seither in der Gemeinde Hässleholm.

## Söhne und Töchter der Stadt
- Gunhild Sehlin (1911–1996), Pädagogin und Autorin
- Freddie Ljungberg (* 1977), Fußballspieler
- Albin Tingsvall (* 1987), Handballspieler